# Amphidrina intaminata
Amphidrina intaminata är en fjärilsart som beskrevs av Walker 1868. Amphidrina intaminata ingår i släktet Amphidrina och familjen nattflyn. Inga underarter finns listade i Catalogue of Life.